# 萊德河
萊德河（法語：Lède，法語發音：[lɛd]）是法國的河流，位於該國西南部新阿基坦大区洛特-加龍省，屬於洛特河的右支流，河道全長54公里，發源自拉卡佩勒比龙附近，河口處在卡斯讷伊。

## 外部連結
- http://www.geoportail.fr （页面存档备份，存于）
- Sandre数据库中的莱德河